# Szilveszter Sándor
Szilveszter Sándor (Alsócsernáton, 1902. január 12. – Brassó, 1988. április 7.) magyar római katolikus pap, egyházi író.

## Életútja
Kézdivásárhelyen érettségizett, teológiai tanulmányait Gyulafehérváron folytatta, 1927-ben szentelték pappá. Csíkszentdomokoson és Gyergyószárhegyen volt káplán, majd három évig Brassóban és Csíkszeredában hitoktató, 1932–36 között Vizaknán kisegítő plébános, 1937-ben Kézdivásárhelyen hittantanár, 1943-ban Sepsiszentgyörgyön plébános volt. A menekülésből 1945-ben tért vissza Sepsiszentgyörgyre. 1948-ban négy hónapot töltött börtönben, majd 1950-ben ismét bebörtönözték. 1951-től Zabolán kényszerlakhelyet jelöltek ki számára, ahonnan 1955-ben térhetett haza. 1952-ben ordinárius lett. 1981-től a nyugalomba vonult lelkészek brassói otthonában élt.
Azok közé a papok közé tartozott, akiknek munkái az egyház elnyomatása éveiben kézírásos formában terjedtek a paptársak és a hívek között. Az ő írásait azonban valószínűleg elkobozták, amikor börtönbe került, semmi sem maradt meg belőlük.